# Isodactylactis obscura
Espèce
Isodactylactis obscura est une espèce de la famille des Cerianthidae.

## Systématique
Le nom valide complet (avec auteur) de ce taxon est Isodactylactis obscura Calabresi, 1927.

## Publication originale
- Calabresi, E. 1927. Nuove larve di Ceriantarii.  Monitore Zoologico Italiano, 38(5):93-110